# لشنگوو دولنه
لشنگوو دولنه (به لاتین: Leśniewo Dolne) یک روستا در لهستان است که در گمینا گرودوسک واقع شده‌است.